# كين غريفي سينيور
كين غريفي سينيور (بالإنجليزية: Ken Griffey, Sr.)‏ هو لاعب كرة قاعدة أمريكي، ولد في 10 أبريل 1950 في دونورا ‏ في الولايات المتحدة.

## وصلات خارجية
- كين غريفي سينيور على موقعبيزبول رفرنس.كوم (الدوري الرئيسي) (الإنجليزية)
- كين غريفي سينيور على موقعبيزبول رفرنس.كوم (الدوري الثانوي) (الإنجليزية)
- كين غريفي سينيور على موقع مشجعي الرسوم البيانية (الإنجليزية)
- كين غريفي سينيور على موقع الموسوعة البريطانية (الإنجليزية)